# L-リブロース-5-リン酸 3-エピメラーゼ
L-リブロース-5-リン酸 3-エピメラーゼ(L-ribulose-5-phosphate 3-epimerase、EC 5.1.3.22)は、以下の化学反応を触媒する酵素である。
L-リブロース-5-リン酸{\displaystyle \rightleftharpoons }L-キシルロース-5-リン酸
従って、この酵素の基質はL-リブロース-5-リン酸、生成物はL-キシルロース-5-リン酸である。
この酵素は異性化酵素、特に炭化水素やその誘導体に作用するラセマーゼまたはエピメラーゼに分類される。系統名は、L-リブロース-5-リン酸 3-エピメラーゼである。L-キシルロース-5-リン酸 3-エピメラーゼ、UlaE、SgaU等とも呼ばれる。この酵素は、アスコルビン酸及びアルダル酸の代謝に関与している。